# Бой при Бански дол
Боят при Бански дол се води на 2 ноември 1885 г. между Долноневлянския отряд и сръбски авангарден полк от Шумадийскта дивизия край с. Бански дол по време на Сръбско-българската война.

## Ход на военните действия
При навлизането си на 2 ноември в България, Шумадийската дивизия получава заповед овладее в. Кукла до Бански дол, като заеме селата Бели камик и Власи, и осигури връзка с Нишавската армия.
При селата Грапа, Горна Държина, Власи и Бански дол дивизията е посрещната с плътна артилерийска стрелба от Долноневлянския прикриващ отряд съставен от 1 запасна рота и 4 чети брезнишки и царибродски опълченци. Малочислеността на отряда принудило командира му капитан Андрей Букурещлиев да се оттегли към в. Кукла. За да продължи атаката на дивизията, се налага цялостно развръщане на авангардните ѝ части. Отрядът не дочаква атаката и отново извършва оттегляне, този път към с. Долна Невля.
Вместо да продължи атаката по направление Несла - Габер - Алдомировци - Сливница, Шумадийската дивизия се установява около с. Борово, а главните сили нощуват в района на границата до с. Бански дол.
Задачата на Долноневлянския прикриващ отряд е да развърне и разузнае противника, като го забави и му нанесе максимални загуби. Отрядът, под командването на капитан Букурещлиев успява да изпълни успешно дадената задача, като за целия първи ден от военните действия дивизията успява да навлезе едва на 4 км. в територията на Княжество България.